# Дьявол носит Prada
«Дьявол носит Prada» (англ. The Devil Wears Prada) — роман Лорен Вайсбергер, написанный в 2003 году, рассказывающий о деталях жизни молодой выпускницы университета, попавшей на работу в престижный журнал о модной индустрии. Роман продержался шесть месяцев в списке бестселлеров New York Times и стал основой для одноименного фильма 2006 года с Мерил Стрип, Энн Хэтэуэй и Эмили Блант в главных ролях.
Лорен Вайсбергер написала роман по личным впечатлениям от работы помощником редактора американской версии Vogue Анны Винтур. Книга, подобно «roman à clef» предыдущих поколений литературы, представляет инсайдерскую точку зрения на Винтур и других сотрудников Vogue и мир модной индустрии в целом.
Позднее Вайсбергер вернулась к теме моды, с продолжениями «Месть носит Prada: Дьявол возвращается» (2013) и «Когда жизнь дает вам Lululemons» (2018).

## Краткое содержание сюжета
Андреа Сакс, недавняя выпускница Университета Брауна по специальности «Английский язык», переезжает в Нью-Йорк со своей лучшей подругой Лили, аспиранткой Колумбийского университета. Андреа надеется построить карьеру в издательском деле и верит, что приблизится к своей мечте работать в The New Yorker, если получит работу в журнальной индустрии. Она получает неожиданное собеседование в Elias-Clark Group и ее нанимают на должность младшего помощника Миранды Пристли, главного редактора модного журнала Runway (Подиум). Хотя она мало что знает о мире моды, все говорят ей, что «миллион девушек отдали бы жизнь за эту работу».
На вечеринке со знаменитостями Андреа знакомится с Кристианом Коллинсвортом, харизматичным выпускником Йельского университета, которого считают одним из самых перспективных писателей своего поколения. Личная жизнь Андреа запутывается из-за ее новой работы. Отношения Андреа с семьей также страдают. Ситуация достигает апогея, когда ее коллега Эмили заболевает мононуклеозом, и Андреа вынуждена отправиться в Париж вместе с Мирандой вместо нее.
Вернувшись в отель, Андреа получает срочные звонки от её бойфренда Алекса и родителей, которые сообщают, что её подруга Лили находится в коме после того, как села за руль пьяной и разбила машину. Семья и Алекс оказывают на нее давление, требуя вернуться домой, но Андреа говорит Миранде, что выполнит свое обещание «Подиуму». Миранда довольна и говорит, что ее будущее в издательстве блестяще, но вскоре сообщает о еще одном невыполнимом требовании на показе Christian Dior в Париже. Андреа решает, что семья и друзья важнее работы, и с ужасом понимает, что она все больше становится похожей на Миранду. Она отказывается выполнять последнюю возмутительную просьбу Миранды и после увольнения возвращается домой, чтобы воссоединиться с друзьями и семьей. Её романтические отношения с Алексом не подлежат восстановлению, но они остаются друзьями. Лили выздоравливает и, к счастью, отделывается лишь общественными работами по обвинению в вождении в нетрезвом виде.
В последней главе Андреа узнает, что спор с Мирандой сделал её небольшой знаменитостью, когда инцидент попал на страницы таблоида Нью-Йорк Пост. Опасаясь, что её навсегда отстранили от издательской деятельности, она возвращается к родителям и работает над короткими рассказами. Журнал Seventeen покупает одну из её историй. В конце романа она возвращается в здание Elias-Clark, чтобы обсудить вакансию в одном из других журналов компании, и видит новую младшую помощницу Миранды, которая выглядит такой же измотанной и обиженной, как и она сама.
Вайсбергер в комментариях по поводу сюжета романа говорила, что требования Пристли представляют собой совокупность реального опыта, который она и ее друзья получили на своих первых работах. Многие обозреватели выражали мнение, что вдохновением для образа Пристли послужила Анна Винтур, главный редактор Vogue.

## Персонажи
- Андреа «Энди» Сакс, недавняя выпускница Университета Брауна, была нанята в качестве младшего личного помощника влиятельного и тиранического редактора модного журнала.
- Миранда Пристли, уроженка Великобритании (под псевдонимом Мириам Принчек), главный редактор Runway, влиятельного модного журнала, издаваемого компанией Elias-Clark. Её обращение со своими подчиненными граничит с эмоциональным и психологическим насилием .
- Эмили Чарльтон, бывшая младшая помощница Миранды, ныне ее старшая помощница.
- Алекс Файнман, парень Андреа, который преподает в начальной школе в Южном Бронксе в рамках программы Teach for America.
- Лили Гудвин, свободолюбивая аспирантка факультета русской литературы Колумбийского университета, соседка Андреа по комнате.
- Найджел, креативный директор Runway, является одной из немногих звезд журнала, которых Андреа знала до того, как начала там работать. Он единственный человек, которому может сойти с рук критика личного гардероба Миранды.
- Кристиан Коллинсворт, молодой красивый писатель, с которым Андреа знакомится на вечеринке.
- The Clackers — многочисленные женщины-редакторы журнала: Эллисон (бывший старший помощник, ныне редактор отдела красоты), Люсия (отдел моды), Джослин (редакция) и Стеф (аксессуары). Андреа дала им прозвище за звук, который издают их туфли на шпильках по мраморному полу здания Элиаса-Кларка.

## Продолжение
Действие продолжения книги «Месть носит Prada: Дьявол возвращается» происходит спустя десятилетие после событий первого романа. В нём Энди — редактор нового свадебного журнала, но, планируя собственную свадьбу, она продолжает переживать воспоминания о своем опыте с Мирандой.
Associated Press заявила: «Книга успешно приправлена пикантными фактами из поп-культуры… этим летом это приятное, развлекательное чтение в стиле таблоидного журнала», Richmond Times-Dispatch назвала книгу «превосходным чтением для летних каникул». Washington Post: «Миранда — это, по сути, единственное, что делает эту книгу интересной» Третий роман, «Когда жизнь дарит тебе Lululemons», был опубликован в 2018 году.

## Экранизация
В 2006 году компания 20th Century Fox выпустила одноимённую картину, снятую по мотивам романа. Продюсером выступила Венди Файнерман («Форрест Гамп»), адаптацией сценария занялась Элин Брош МакКенна, а режиссёром выступил Дэвид Франкель. В главных ролях сыграли Энн Хэтэуэй, Эмили Блант и Мерил Стрип, получившая «Золотой глобус» и номинацию на «Оскар» за роль Миранды Пристли. Сама Вайсбергер появилась в эпизодической роли няни близнецов Миранды.
Фильм имел огромный успех, собрав более 300 миллионов долларов по всему миру, что сделало его самым кассовым фильмом как для Стрип, так и для Хэтэуэй на тот момент.

## Мюзикл
В 2015 году сообщалось, что бродвейский продюсер Кевин Макколлум подписал контракт с Fox, на адаптацию фильмов из каталога кинокомпании в качестве мюзиклов для театральной сцены. Особый интерес он проявил к «Миссис Даутфайр» и «Дьявол носит Prada». В начале 2017 года Макколлум официально объявил, что в сотрудничестве с Fox Stage Productions и Rocket Entertainment будет создана музыкальная версия «Дьявол носит Prada» (в основе которой будет как фильм, так и книга). Элтон Джон был объявлен композитором проекта, а Пол Рудник — автором текстов песен и адаптацией сюжета.
Мюзикл открылся в Чикаго в июле 2022 года для четырехнедельного репетиционного показа перед запланированным переездом в Нью-Йорк, с Бет Ливель в роли Миранды, Тейлор Иман Джонс играет Энди. Пол Рудник вышел из проекта до открытия.

### Лондон (2024)
13 сентября 2023 года было объявлено, что премьера мюзикла в Великобритании состоится в Королевском театре Плимута в июле 2024 года и в театре Доминион в Вест-Энде Лондона в октябре 2024 года. Это будет новая постановка, режиссером и хореографом которой выступит Джерри Митчелл, со сценографией Тима Хэтли и дизайном костюмов Грегга Барнса.
В феврале 2024 года было объявлено, что Ванесса Уильямс будет играть Миранду Пристли. Полный кастинг был объявлен в июне 2024 года: Джорджи Бакленд выступит в роли Энди, Эми Ди Бартоломео — в роли Эмили.
Первое предварительное представление постановки West End состоялось в Королевском театре Плимута 7 июля 2024 года.